# いちょう (遊助の曲)
「いちょう」は、2009年11月4日に上地雄輔が「遊助」名義で発売された3枚目のシングル。
テーマは、「「ごめんね」を言われるより「ありがとう」を言わせるように…」

## 概要
- 本作は初回限定生産盤（CD+DVD付）と通常盤（初回のみ特殊ジャケット）の2タイプで発売された。また、初回限定生産盤には、黄色い羽が同封されており、2009年12月16日発売のアルバム『あの・・こんなんできましたケド。』に収録されている「いちょう」のアンサーソング「羽」に関連している。
- 「いちょう」は、ヨハン・パッヘルベルのクラシック曲「カノン」がメロディになっている。また、「いちょう」はCDの発売情報が出る以前から、マルコメのCMで使用されている。
- 「いちょう」のPVは、上地が出演した映画『ドロップ』で監督を務めた品川庄司の品川ヒロシが監督を担当している。また、彼女役に三津谷葉子が出演している。
- カップリングの「海の家」は、遊助初の単独作詞・作曲である。
- 「ひまわり」「たんぽぽ/海賊船/其の拳」に次いで3番目のヒット作である。

## CDタイプ
- 初回生産限定盤…1785円
  - CD+DVD。
- 通常盤…1223円
  - CDのみ。

## 収録内容

### 通常盤
1. いちょう
  - 作詞：遊助、作曲：遊助・Daisuke"D.I"Imai、編曲：Daisuke"D.I"Imai
  - マルコメ『液みそ』CMソング（本人出演）
2. 海の家
  - 作詞・作曲：遊助、編曲：太田貴之
3. いちょう -instrumental-

### 初回生産限定盤
CD
1. いちょう
2. 海の家
3. いちょう -instrumental-

DVD
1. いちょう Music Video
2. エンドロール